# Delações da Odebrecht na Operação Lava Jato
As Delações da Odebrecht na Operação Lava Jato, também conhecidas como delações do fim do mundo, se referem ao acordo de leniência firmado entre o Grupo Odebrecht (atual Novonor) e a Procuradoria-Geral da República (PGR) em dezembro de 2016, no âmbito da Operação Lava Jato. O acordo previu o depoimento de 78 executivos da empreiteira, incluindo o ex-presidente Marcelo Odebrecht, e seu pai, Emílio Odebrecht, o que gerou 83 inquéritos no Supremo Tribunal Federal (STF).
Em março de 2017, o procurador-geral da República, Rodrigo Janot, pediu ao STF que retirasse o sigilo dos depoimentos. No mês seguinte, em 11 de abril, o ministro do STF Edson Fachin acolheu o pedido da PGR e retirou o sigilo dos inquéritos. Em 12 de abril, o juiz federal Sergio Moro seguiu a mesma linha do Supremo e retirou o sigilo das delações que envolviam pessoas sem foro privilegiado, de competência de julgamento de juizes de primeira instância. Segundo Moro, em seu despacho, "não deve o Judiciário ser o guardião de segredos sombrios. Além disso, a publicidade previne vazamentos ilegítimos, lamentáveis e de difícil controle".
Esse acordo de leniência proporcionou o maior ressarcimento da história mundial. A Odebrecht e a Braskem se declararam culpadas e vão pagar em multas 3,5 bilhões de dólares, o equivalente a 12 bilhões de reais, sendo 80 por cento deste valor destinado ao Brasil.
Em 2018 o STF tira da Lava Jato a chamada delação do Fim do Mundo para depois mandar a maior parte a Justiça Eleitoral com os seguintes resultados até 2019: dos 415 políticos de 26 partidos citados, apenas 1 condenado. Gerou 270 investigações, mas só 5 delas virou ação penal.
A firmação do acordo resultou em diversos desdobramentos da Operação Lava Jato no mundo todo, em especial na América.

## Antecedentes
|                                                                                              |  |                                                                            |
| Polícia Federal, cumprindo mandados na 14ª fase da operação Lava Jato, na sede da Odebrecht. |  | Polícia Federal na sede da Construtora Odebrecht, na 23ª fase da operação. |

Em novembro de 2014, a Polícia Federal deflagrou uma fase da Operação Lava Jato, que envolveu buscas em grandes empreiteiras, como a construtora Odebrecht (atual OEC) e outras diversas companhias. Além de corromper funcionários do alto escalão da Petrobras, foi identificado cartel entre construtoras na agenda do executivo Márcio Faria, executivo da Construtora Odebrecht. Márcio Faria foi diretor da Construtora Norberto Odebrecht e, segundo os procuradores, era o representante do grupo no "clube vip" de empresas que apossaram de contratos bilionários da Petrobras entre 2004 e 2014. Segundo denúncia do Ministério Público Federal (MPF), eram oferecidos propinas para que funcionários da Petrobras não só se omitissem na adoção de providências contra o funcionamento do clube, como também para que estivessem à disposição sempre que fosse necessário para garantir que o interesse das cartelizadas fosse atingido.
Em 22 de fevereiro de 2016, foi deflagrada a Operação Acarajé 23.º fase da Operação Lava Jato, sendo cumpridos por 300 policiais federais 51 mandados em São Paulo, Rio de Janeiro e Salvador, sendo trinta e oito de busca e apreensão, dois de prisão preventiva, seis de prisão temporária e cinco de condução coercitiva. Foram alvos da operação o publicitário e marqueteiro do Partido dos Trabalhadores, João Santana e o engenheiro Zwi Skornicki, representante oficial no Brasil do estaleiro Keppel Fels. O MPF afirmou ter evidências de que o Grupo Odebrecht (atual Novonor), por meio de contas ocultas no exterior em nome das offshores Klienfeld e Innovation, investigadas por pagarem propinas para Renato Duque, Paulo Roberto Costa, Jorge Zelada e Nestor Cerveró, transferiram para a Shellbill 3 milhões de dólares, entre 13 de abril 2012 e 8 de março de 2013, "valor sobre o qual pesam indicativos de que consiste em propina oriunda da Petrobras que foi transferida aos publicitários em benefício do PT".
No dia 8 de março de 2016, o empreiteiro e ex-presidente do grupo, Marcelo Odebrecht, foi condenado a 19 anos e quatro meses de prisão em regime fechado por corrupção, lavagem de dinheiro e associação criminosa no âmbito da operação. Na sentença, o juiz federal Sergio Moro destrincha os argumentos do MPF, das defesas dos executivos e as informações do Ministério Público suíço sobre contas controladas pela Odebrecht no exterior para concluir que Marcelo Odebrecht foi o mandante dos crimes praticados pelo grupo empresarial. Foram sentenciados com a mesma pena e pelos mesmos crimes no processo, os executivos Márcio Faria e Rogério Araújo, ex-diretores da Odebrecht. Também foram condenados os executivos César Ramos Rocha e Alexandrino Alencar, ligados à empreiteira. Marcelo Odebrecht, Márcio Faria e Rogério Araújo estavam presos desde 19 de junho de 2015 quando foi deflagrada a Operação Erga Omnes, 14ª fase da Lava Jato.

## Fatos relevantes
Os depoimentos dos vídeos dos delatores da Odebrecht jogaram luz de maneira inédita sobre como funcionavam as engrenagens da corrupção operada pelos dirigentes de empreiteiras e pelos principais líderes políticos do Brasil. Os relatos divulgados atingiram o alto escalão dos governos e autoridades brasileiras.

### Grupos políticos

#### Temer e o PMDB
A delação do ex-presidente da Odebrecht Engenharia Industrial Márcio Faria da Silva apontou que o presidente Michel Temer comandou, em 15 de julho de 2010, reunião que serviu para sacramentar acordo que previa o pagamento de cerca de 40 milhões de dólares de propina ao PMDB em troca de contratos da Diretoria Internacional da Petrobras. Segundo Faria, Temer, à época candidato à vice na chapa de Dilma Rousseff, delegou a Eduardo Cunha e a Henrique Eduardo Alves, então deputados e presentes ao encontro, a tarefa de fazer os repasses, que representavam uma taxa de 5% sobre o valor dos contratos. A reunião ocorreu no escritório político de Temer em São Paulo, sendo que o peemedebista não discutiu nenhum detalhe sobre o acordo financeiro, limitando-se a conversas triviais sobre política.

#### Aécio e o PSDB
Marcelo Odebrecht disse que o grupo liderado pelo senador Aécio Neves (PSDB-MG) recebeu pelo menos 50 milhões de reais em troca de uma atuação em favor da empreiteira em negócios envolvendo a área de energia. Ele contou que as vantagens indevidas foram pagas em função de negócios com duas estatais: Furnas e Cemig. A primeira, federal, esteve sob liderança de Dimas Toledo, um aliado de Aécio, nos primeiros anos do governo Lula (2003-2005). A segunda, estatal de energia do governo estadual, teve influência de Aécio no período em que o PSDB governou Minas Gerais (2003-2014).

#### Lula e o PT
Emílio Odebrecht, presidente do conselho, afirmou em relato por escrito à Procuradoria-Geral da República (PGR) que discutia com o então presidente Lula doações para campanhas do PT. O suporte financeiro, segundo o empreiteiro, vinha de antes mesmo dele chegar à presidência.
Marcelo Odebrecht afirmou que a subconta "Amigo", que contabilizava os recursos que seriam usados pelo ex-presidente Luiz Inácio Lula da Silva, foi criada em 2010 com um saldo de R$ 40 milhões. Segundo ele, o acerto foi feito com Antonio Palocci, ex-ministro da Fazenda, que era o contato do PT com o Grupo Odebrecht desde gestões anteriores, de Emílio Odebrecht e de Pedro Novis, que antecederam Marcelo no comando. Ele contou que em meados de 2010, no fim do governo Lula, sabia que ia entrar a presidente Dilma Roussef e que o saldo da conta passaria "a ser gerido por ela, a pedido dela". Assim, separou uma soma que seria destinada exclusivamente ao ex-presidente. Marcelo disse que Lula nunca pediu diretamente e que tudo foi combinado com Palocci, mas ao longo dos usos do dinheiro ficou claro que era realmente para o ex-presidente.

#### Famílias políticas
A Odebrecht fez delações em família na hora de tratar da situação de políticos. Em onze casos sob jurisdição do Supremo Tribunal Federal (STF) as investigações unem pai e filho, marido e mulher ou irmãos. O presidente da Câmara, Rodrigo Maia (DEM-RJ), é quem tem a maior família entre os delatados. Ele responde a um inquérito junto com seu pai, o vereador e ex-prefeito do Rio César Maia. Segundo os delatores, Rodrigo obteve recursos de caixa 2 para a campanha do pai e também recebeu para ele próprio. O líder do PMDB no Senado, Renan Calheiros (AL), responde junto com seu filho, o governador alagoano Renan Filho (PMDB), em dois inquéritos. Eles teriam participado de um acordo para desviar recursos da obra do Canal do Sertão e ainda recebido recursos a título de caixa dois. No caso do pai, há ainda outros dois inquéritos em que as companhias são outras. O governador do Rio Grande do Norte, Robinson Faria (PSD), está junto com seu filho, o deputado federal Fabio Faria (PSD-RN). Os dois teriam recebido doações por meio de caixa dois como contrapartida por defender interesses da Odebrecht Ambiental na área de saneamento básico no estado. O presidente do PMDB, senador Romero Jucá (RR), tem o seu filho, Rodrigo Jucá, como companhia em um dos inquéritos. O pai ajudou a Odebrecht nas negociações de uma Medida Provisória e conseguiu uma doação eleitoral de 150 mil reais para o filho. Romero Jucá responde ainda a outros quatro inquéritos. O pedido de doação de pai para filho foi também o motivo que levou o ex-ministro José Dirceu a ser investigado no Supremo junto com Zeca Dirceu, deputado federal. O pai conseguiu levantar o dinheiro para Zeca como contrapartida a intermediação de interesses da Odebrecht no governo. Na Câmara, os filhos Antonio Brito (PSD-BA) e Daniel Vilela (PMDB-GO) também são investigados junto com seus pais, Edvaldo Brito (PTB-BA) e Maguito Vilela (PMDB-GO). A senadora Kátia Abreu (PMDB-TO) tem a companhia do marido Moisés Pinto Gomes, que intermediou pagamentos de caixa 2 para a senadora no ano de 2014. A senadora Vanessa Grazziotin (PCdoB-AM) está acompanhada pelo marido Eron Bezerra, ex-secretário Eron, que teria pedido doações de caixa 2 para ela. O deputado federal Décio Lima (PT-SC) também  pediu caixa 2 a campanha à prefeitura de Blumenau em 2012 da sua mulher e deputada estadual Ana Paula Lima (PT-SC). Os conhecidos irmãos Viana, do Acre, não ficaram de fora. O governador Tião Viana (PT) e o senador Jorge Viana (PT) respondem juntos. Jorge pediu e a Odebrecht pagou 1,5 milhão de reais em caixa dois para a campanha de Tião em 2010.

### Campanhas presidenciais

#### Campanha de Dilma-2014
Marcelo Odebrecht detalhou o pagamento de 100 milhões de reais para a campanha de 2014 de Dilma, pedido pelo então ministro Guido Mantega. O pagamento teria sido combinado com a aprovação da Medida Provisória 613, que ajudou a Braskem, braço da Odebrecht, e tratava do Regime Especial da Indústria Química (REIQ), com incentivos fiscais à produção de etanol e à indústria química. O ex-executivo diz que essa não foi uma troca direta de favores como foi, conta, a negociação dos 50 milhões de reais repassados ao governo pela criação do Refis da Crise para solucionar a crise causada pelo IPI zero. Mas que o então ministro sabia que estava falando com alguém que dava dinheiro para João Santana. O ex-executivo contou que se reunia frequentemente com Mantega e que ambos levavam seus pleitos aos encontros. Segundo ele, o ex-ministro já chegou a pedir que o executivo "resolvesse assuntos" pendentes com o publicitário João Santana e o então tesoureiro do PT, João Vaccari. O publicitário sempre temia as campanhas políticas devido ao risco de ficar com dívidas no final. Por isso foi feita antecipação de recursos na conta, para deixá-lo tranquilo. 
Apoio político de Dilma-2014 - O ex-diretor de relações Institucionais da Odebrecht, Alexandrino Alencar, afirmou que o ex-ministro Edinho Silva, quando se tornou tesoureiro da campanha de Dilma Rousseff em 2014, pediu doações por meio de caixa dois para cinco partidos apoiarem a chapa Força do Povo, no valor de 7 milhões de reais cada. Os partidos que receberam as doações ilegais foram, segundo o ex-diretor da Odebrecht, PCdoB, PDT, PRB, PROS e PP. Juntos, esses partidos somaram três minutos e vinte segundos de tempo de televisão à chapa presidencial. Em troca, diz o ex-diretor, a empreiteira esperava obter contrapartidas do governo eleito. O delator detalha os encontros com os políticos em seu escritório e as entregas de dinheiro, sempre feitas em espécie, por meio de “mensageiros”, em hotéis ou em um flat. Já Marcelo Odebrecht disse que se reuniu algumas vezes com Edinho para tratar desse dinheiro para os partidos que integrariam a coligação em 2014. O ex-ministro de Dilma teria indicado a Alexandrino que procurasse diretamente os líderes dos partidos para repassar os valores. Esclareceu que o interesse do PT era o aumento do tempo de horário eleitoral na televisão, ficando em um total de onze minutos e vinte e quatro segundos, sendo que um terço desse tempo vindo dos partidos comprados. 

### Campanhas estaduais
Mais do que atender apenas cúpula da política nacional, a atuação da empreiteira Odebrecht no esquema criminoso desvendado pela Operação Lava Jato mirava também as questões regionais. Uma prova disso é a aproximação de executivos corruptores dos governadores de 12 das 27 unidades da federação. 

#### Espírito Santo
- Paulo Hartung - O governador é acusado de receber 1,08 milhão de reais em campanhas nos anos de 2010 e 2012. O governador diz que as declarações são mentirosas e que ele não disputou eleições nos anos sob investigação.

#### Goiás
- Marconi Perillo - O governador é acusado de receber 8 milhões de reais nas duas últimas campanhas para favorecer o setor de saneamento básico. Ele alega que não recebeu qualquer recurso irregular em suas campanhas eleitorais.

#### Maranhão
- Flávio Dino - O governador teria recebido 400.000 reais para defender os interesses da empresa na Câmara dos Deputados em 2010. Dino afirmou em suas redes sociais que jamais atendeu qualquer interesse da Odebrecht.

#### Minas Gerais
- Fernando Pimentel - O governador de teria recebido 13,5 milhões de reais no período que foi ministro de Desenvolvimento do governo Dilma Rousseff. Pimentel afirmou que não recebeu qualquer benefício ou valor ilícito da empreiteira.

#### Rio de Janeiro
- Fernando Pezão - Dois delatores da Odebrecht relataram que o governador do Rio, Luiz Fernando Pezão (PMDB), recebeu propina da empresa. O dinheiro teria sido repassado de duas maneiras — entregue pessoalmente e depositado em contas no exterior — e registrado na contabilidade paralela da empresa. Pezão é alvo de uma petição remetida ao Superior Tribunal de Justiça (STJ); caberá ao tribunal decidir dar prosseguimento ou não às investigações. Não há menção a valores no documento tornado público pelo ministro Edson Fachin. As informações foram prestadas por Benedicto Júnior, ex-presidente da construtora Odebrecht, e seu braço-direito Leandro Andrade Azevedo, diretor de Infraestrutura da Odebrecht no Rio. As denúncias contra Pezão motivaram um pedido de investigação apresentado pelo procurador-geral Rodrigo Janot ao Supremo. Por conta do foro privilegiado de Pezão, Fachin remeteu o caso ao STJ. Ainda segundo delação de Benedicto Júnior, a empresa pagou 20,3 milhões de reais na campanha de Pezão em 2014, via caixa 2. A empresa teria pago ainda 1 milhão de euros ao marqueteiro de Pezão em 2014, Renato Pereira, a pedido de Cabral. No depoimento, o ex-presidente da construtora identificou repasses para a campanha relacionados ao contrato da Linha 4.[39]

- Sérgio Cabral - O ex-presidente da Construtora Odebrecht, Benedicto Júnior, afirmou em delação premiada que a empresa gastou em torno de 120 milhões de reais com o ex-governador do Rio Sérgio Cabral (PMDB) e o governador Luiz Fernando Pezão (PMDB), entre caixa dois e propinas pagas a Cabral. Em troca, segundo o depoimento, a companhia conquistou os contratos do PAC das Favelas no Complexo do Alemão, o Arco Metropolitano do Rio de Janeiro, a Linha 4 do metrô, a reforma do Maracanã e outras obras que ele classificou como "projetos menores". A contabilidade apresentada pelo executivo aos procuradores traz gastos de 94 milhões de reais a Cabral, incluindo uma mesada de 1 milhão de reais paga durante o ano de 2007. O ex-presidente contou que conheceu Cabral em 2006, quando o peemdebista postulava a candidatura ao governo. Já naquele ano, 3 milhões de reais foram pagos via caixa dois, em uma operação comandada pelo ex-secretário de Governo Wilson Carlos. No início do governo, houve a cobrança para que a Odebrecht pagasse 1 milhão de reais por mês para cobrir uma dívida de campanha.[40][41][42]

#### Santa Catarina
- Raimundo Colombo - O governador é apontado como o destino de 2 milhões de reais em caixa dois na eleição de 2010. O governador catarinense diz que espera mais detalhes das investigações para se manifestar, mas afirma que a Odebrecht não teve qualquer contrato com o seu governo.

#### São Paulo
- Geraldo Alckmin - O tucano Geraldo Alckmin pediu doação de caixa 2 à Odebrecht em sua campanha ao governo de São Paulo em 2010. De acordo com relato do delator da empreiteira, Carlos Armando Paschoal, ex-diretor da empresa em São Paulo, entregou a ele um cartão do cunhado, Adhemar Ribeiro. A transação de 2 milhões de reais foi “operacionalizada” ao então candidato por meio do sistema Drousys, utilizado para registro de valores não contabilizados. De acordo com depoimento de Pascoal e também de Benedito Junior, o BJ, ex-presidente da Odebrecht Infraestrutura, o pagamento foi feito a pedido Aluizio de Araujo, ex-acionista da Odebrecht morto em 2014. Ele relatou ainda que o depósito foi feito para o codinome "Belém" e que autorizou o repasse a Alckmin porque tratava-se de um político em ascensão, que poderia chegar à presidência da república. Como contrapartida, o executivo disse que a companhia esperava ser beneficiada em obras no estado e que havia interesse em contratos de parcerias público-privadas. BJ também afirmou que a empreiteira fez um repasse de 8,3 milhões de reais de caixa 2 ao tucano na campanha à reeleição 2014. Desta vez, porém, o pedido partiu do ex-secretário de Planejamento e ex-tesoureiro do partido, Marcos Monteiro. O repasse da empreiteira foi feito em nome do apelido "MM". [43]

#### Tocantins
- Marcelo Miranda - O governador do teria recebido recursos ilegais na campanha de 2010 – a quantia não foi detalhada no pedido de investigação. Miranda afirma que suas contas eleitorais foram aprovadas e que não recebeu nenhum recurso extraoficial.

#### Outros
Além desses mandatários, outros ex-governadores também são alvos das investigações e só comprovam a amplificação nacional do suposto esquema de pagamento de propinas. Alguns deles são: Renan Filho (PMDB-AL), Robinson Faria (PSD-RN), Tião Viana (PT-AC), Blairo Maggi (PP-MT), Zeca do PT (PT-MS),  (PSDB-SP) e Rosalba Ciarlini (PP-RN).

### Repasses a ministros de Estado
- Moreira Franco (PMDB), ministro Chefe da Secretaria Geral da Presidência - De acordo com o inquérito (4.462), Moreira Franco será investigado sob a suspeita de ter solicitado propina para ajudar a financiar a campanha eleitoral de 2014. Segundo os depoimentos dos delatores, o então ministro da Secretaria de Aviação Civil atuou em defesa de interesses da Odebrecht no lançamento do edital da segunda rodada de concessões aeroportuárias. Para isso, ele teria solicitado o valor de 4 milhões de reais do grupo, que foi entregue ao hoje ministro Eliseu Padilha. Moreira Franco diz que se defenderá nos autos. [44]

- Eliseu Padilha (PMDB), ministro Chefe da Casa Civil - Padilha aparece em dois inquéritos (4.462 e 4.434). No primeiro ele é investigado porque, segundo delatores, num jantar, no Palácio do Jaburu, residência oficial do vice-presidente, onde estiveram o próprio Michel Temer, então vice, e Marcelo Odebrecht, foi solicitado, a pretexto da campanha eleitoral de 2014, o repasse de dez milhões de reais ao dirigente da construtora. Desse valor, 6 milhões seriam destinados a Paulo Skaf, candidato ao Governo do Estado de São Paulo. Já os outros 4 milhões foram para Padilha. No segundo inquérito, o atual chefe da Casa Civil é investigado sob a suspeita de ter solicitado, entre 2008 e 2009, o pagamento de 1% do valor de contrato que tinha como objeto a construção da linha 1 da Trensurb – ligação ferroviária entre Novo Hamburgo (RS) e São Leopoldo (RS). O valor total do contrato era de 323,9 milhões de reais.

- Gilberto Kassab (PSD), ministro da Ciência e Tecnologia - O ministro e ex-prefeito de São Paulo, Gilberto Kassab aparece em dois inquéritos (4.463 e 4.401). O primeiro deles investiga, com base no relato de delatores, pagamentos de vantagem indevida para agentes públicos em Obras Viárias de São Paulo. No segundo, o ministro é investigado sob a supsieta de ter recebido 20 milhões de reais de vantagens indevidas na condição de prefeito de São Paulo, cargo que ocupou de março de 2006 a janeiro de 2013, e depois como ministro das Cidades.

- Blairo Maggi (PP), ministro da Agricultura - No inquérito (4.447), Blairo Maggi é investigado porque, de acordo com delatores, recebeu 12 milhões de reais por meio do setor de propina da Odebrecht. A empresa teria créditos em relação a obras públicas feitas e não pagas pela incapacidade do Governo do Mato Grosso, que era governado por ele. Isso motivou a formação de uma Comissão Especial para angariar repasses da União para que os pagamentos fossem feitos, e os governadores precisavam auxiliar nesta tarefa. O valor recebido teria sido pedido por um agente público do Estado, com o conhecimento dele para propiciar o recebimento deste recurso.

- Helder Barbalho (PMDB), ministro da Integração - De acordo com o inquérito (4.449), delatores afirmam que ele teria recebido, a pedido, vantagens indevidas não contabilizadas na sua campanha para governador do Pará em 2014. Ele teria recebido 1,5 milhão em três parcelas por meio do setor de propinas da Odebrecht. Seria uma contrapartida aos interesses da Odebrecht no Pará na área de saneamento básico.

- Bruno Araújo (PSDB) ministro das Cidades - De acordo com o inquérito (4.391), delatores afirmam que Bruno Araújo teria recebido diversos repasses entre 2010 e 2012 a pretexto de doação eleitoral no valor total de 600.000 reais. “Descrevendo como se deram os pagamentos, ainda se noticiou que, quando no exercício do cargo de deputado federal, agiu o parlamentar em defesa dos interesses da empresa no Congresso Nacional”, diz o inquérito. Araújo diz que não fez nada ilegal e que sua relação com a Odebrecht sempre foi institucional.

- Aloysio Nunes (PSDB), ministro das Relações Exteriores - De acordo com o inquérito (4.428), como Chefe da Casa Civil do Governo de São Paulo na gestão Serra (2007 a 2011), Aloysio Nunes é acusado pelos delatores de receber 500.000 reais de caixa dois para a sua campanha ao Senado, em troca de auxiliar a Odebrecht em dificuldades que empreiteira estava tendo em negociações com a Dersa.

- Marcos Pereira (PRB), ministro da Indústria, Comércio Exterior e Serviços - De acordo com o inquérito (4.432), Marcos Pereira é suspeito de ter recebido da Odebrecht sete milhões de reais para o Partido Republicano Brasileiro (PRB), do qual era presidente. O repasse teria sido feito para garantir o apoio do PRB à chapa Dilma-Temer nas eleições de 2014. Segundo os delatores, Edinho Silva - que era tesoureiro da campanha de Dilma - teria sugerido a Marcelo Odebrecht o acionamento de líderes dos partidos PROS, PRB, PC do B e PDT a fim de propiciar o custeio dos partidos. "Objetivava-se, com isso, assegurar maior tempo de antena à coligação “Com a Força do Povo” e, de tal modo, gerar vantagem eleitoral à candidatura", diz o inquérito.

### Repasses a senadores
Os nomes dos senadores citados na delação foram: Romero Jucá Filho (PMDB-RR), Aécio Neves da Cunha (PSDB-MG), Renan Calheiros (PMDB-AL), Fernando Bezerra Coelho (PSB-PE), Paulo Rocha (PT-PA), Humberto Sérgio Costa Lima (PT-PE), Edison Lobão (PMDB-PA), Cássio Cunha Lima (PSDB-PB), Jorge Viana (PT-AC), Lidice da Mata (PSB-BA), José Agripino Maia (DEM-RN), Marta Suplicy (PMDB-SP) (Fachin mandou pedido de volta à PGR em função da possível prescrição do suposto crime), Ciro Nogueira (PP-PI), Dalírio José Beber (PSDB-SC), Ivo Cassol (PP-RO), Lindbergh Farias (PT-RJ), Vanessa Grazziotin (PCdoB-AM), Kátia Regina de Abreu (PMDB-TO), Fernando Afonso Collor de Mello (PTC-AL), José Serra (PSDB-SP), Eduardo Braga (PMDB-AM), Omar Aziz (PSD-AM), Valdir Raupp (PMDB-RO), Eunício Oliveira (PMDB-CE), Eduardo Amorim (PSDB-SE), Carmo Alves (DEM-SE), Garibaldi Alves Filho (PMDB-RN), Ricardo Ferraço (PSDB-ES), Antônio Anastasia (PSDB-MG). 
(Os nomes em itálico indicam o pedido do ministro Edson Fachin a volta do processo à PGR em função da possível prescrição do crime.)

### Repasses a deputados federais
Os nomes dos deputados federais citados na delação foram: Rodrigo Maia (DEM-RM), presidente da Câmara; Paulinho da Força (SD-SP), Marco Maia (PT-RS), Carlos Zarattini (PT-SP), João Carlos Bacelar (PR-BA), Milton Monti (PR-SP), José Carlos Aleluia (DEM-BA), Daniel Almeida (PCdoB-BA), Mário Negromonte Jr. (PP-BA), Nelson Pellegrino (PT-BA), Daniel Vilela (PMDB-GO), Jutahy Júnior (PSDB-BA), Maria do Rosário (PT-RS), Felipe Maia (DEM-RN), Ônix Lorenzoni (DEM-RS), Pedro Paulo Teixeira (PMDB-RJ), Cacá Leão (PP-BA), Jarbas de Andrade Vasconcelos (PMDB-PE), Vicente “Vicentinho” Paulo da Silva (PT-SP), Dimas Toledo (PP-MG), Alfredo Nascimento (PR-AM), Antonio Brito (PSD-BA), Arlindo Chignalia (PT-SP), Arthur Maia (PPS-BA), Celso Russomano (PRB-SP), Fábio Faria (PSD-RN), Décio Lima (PT-SC), Heráclito Fortes (PSB-PI), Zeca Dirceu (PT-PR), Betinho Gomes (PSDB-PE), Zeca do PT (PT-MS), José Carneiro (PSB-MA), Julio Lopes (PP-RJ), Paulo Lustosa (PP-CE), Rodrigo Garcia (DEM-SP), Lúcio Vieira Lima (PMDB-BA), Vander Loubet (PT-MS), Vicente Cândido (PT-SP), Yeda Crusius (PSDB-RS). 
(Os nomes em itálico indicam o pedido do ministro Edson Fachin a volta do processo à PGR em função da possível prescrição do crime.)

### Repasses a outros agentes públicos
Os nomes incluem políticos e ex-agentes públicos também citados na delação: Eduardo Paes (PMDB) - Ex-prefeito do Rio de Janeiro, César Maia (DEM) - Ex-governador do Rio de Janeiro, Rosalba Ciarlini Rosado (PP) - Prefeita de Mossoró, Guido Mantega - Ex-ministro de Lula e Dilma, José Dirceu - Ex-ministro de Lula, Napoleão Bernardes - Prefeito de Blumenau pelo PSDB, Cândido Vacarezza - Ex-deputado (PT), Paulo Bernardo - Ex-ministro (PT), Luiz Alberto Maguito Vilela - Ex-senador e ex-prefeito (PMDB), 
Humberto Kasper - Ex-diretor da Trensurb, no Rio Grande do Sul,  Marco Arildo Prates da Cunha - Ex-diretor da Trensurb, Ana Paula Lima - Deputada estadual (SC-PT), Rodrigo Jucá - Filho do senador Romero Jucá (PMDB-AL), Oswaldo Borges da Costa - Empresário ligado a Aécio Neves, Vital do Rêgo Filho - Ministro do Tribunal de Contas da União, Eron Bezerra (PC do B) - Ex-deputado estadual pelo Amazonas, Ulisses César Martins de Sousa - Advogado e ex-procurador geral do Estado do Maranhão, Paulo Vasconcelos do Rosário Neto - Marqueteiro ligado a Aécio Neves, Valdemar Costa Neto (PR) - Ex-deputado federal por São Paulo, Edvaldo Pereira de Brito - Ex-prefeito de Salvador, ligado ao deputado Antonio de Brito, José Ivaldo Gomes, o Vado da Farmárcia - Ex-prefeito de Cabo de Santo Agostinho PE, João Carlos Gonçalves Ribeiro - Ex-secretário de Planejamento do Estado de Rondônia, José Feliciano de Barros Júnior. 

### Obras de infraestrutura

#### Obras estaduais e no Distrito Federal
Os delatores da Odebrecht contaram ao Ministério Público Federal detalhes de um esquema que movimentou bilhões em propinas em grandes obras pelo país. Os depoimentos foram divulgados em abril. As irregularidades atingiram projetos importantes no Distrito Federal e em pelo menos outros 11 estados: Amazonas, Bahia, Ceará, Espírito Santo, Goiás, Paraná, Pernambuco, Rio de Janeiro, Rio Grande do Sul, Rondônia e São Paulo. 
- Amazonas - A Arena da Amazônia, em Manaus, é uma das obras que foram superfaturadas, segundo delatores da Odebrecht. Inicialmente, o estádio estava orçado em R$ 499 milhões e foi concluído por R$ 669,5 milhões – valor 34% maior. Delatores também disseram que, na licitação para a cobertura do estádio, a concorrência foi frustrada por causa de um acordo entre a Odebrecht e a Andrade Gutierrez, a empresa responsável pela obra.

- Bahia - Um ex-diretor da Odebrecht admitiu, em delação premiada, irregularidades na licitação para obras na orla da Barra, em Salvador. No entanto, os documentos que estão no Supremo Tribunal Federal (STF) não detalham os crimes. A revitalização da orla custou aos cofres da prefeitura R$ 62 milhões – R$ 4,4 milhões a mais do que o previsto inicialmente. Isso aconteceu porque a Odebrecht fez aditivos ao contrato, cobrando, por exemplo, por implantação de redes coletoras de esgoto e apoio ao assentamento de redes de gás natural.

- Ceará - Segundo os depoimentos, um acordo de mercado assegurou o vencedor das obras do Transfor, um conjunto de intervenções no trânsito de Fortaleza. Também houve irregularidades, segundo as delações, na concorrência para as obras da Arena Castelão, executadas entre 2010 e 2012.

- Distrito Federal - Em três grandes obras do Distrito Federal – estádio Mané Garrincha, condomínios Jardins Mangueiral e o novo Centro Administrativo –, ex-executivos da Odebrecht disseram que pagaram propinas para políticos ou formaram cartel com outras empreiteiras. Os três contratos geraram, ao todo, custos de R$ 9 bilhões. No caso do Mané Garrincha, o mais caro da Copa de 2014, a Odebrecht não chegou a assumir a obra. Ela fez um "acordo de mercado" com a Andrade Gutierrez para não entrar seriamente na disputa e, em troca, ganhar a obra da Arena Pernambuco.

- Espírito Santo - Lobistas receberam mais de R$ 10 milhões para desemperrar as obras da sede da Petrobras em Vitória, segundo delatores da Odebrecht. De acordo com investigações da Operação Lava Jato, esses valores eram repassados a altos executivos da estatal, para que aprovassem mudanças no projeto e agilizassem o andamento das obras. A construção do edifício foi contratada por R$ 486 milhões, mas aditivos levaram o custo final para R$ 567 milhões.

- Goiás - Segundo depoimentos, a Odebrecht subornou o ex-presidente da Infraero Carlos Wilson, após vencer licitação para a reforma do aeroporto de Goiânia. Os delatores disseram que houve formação de cartel para vencer a licitação. As obras foram iniciadas em 2005 e paralisadas em 2007, com indícios de sobrepreço no contrato. O Tribunal de Contas da União determinou à Infraero a retenção de 20,23% dos valores a serem pagos.

- Paraná - Delatores da Odebrecht citaram repasses milionários a funcionários da Petrobras para obras na Refinaria Getúlio Vargas (Repar), em Araucária, na Região Metropolitana de Curitiba. Segundo ex-executivos, servidores da estatal conseguiram que a OAS integrasse um consórcio formado inicialmente pela Odebrecht e UTC. O contrato teve 28 aditivos e um valor final de R$ 2,5 bilhões.

- Pernambuco - Uma penitenciária e uma refinaria inacabadas estão entre as obras de Pernambuco citadas nas delações da Odebrecht. Outras três obras foram finalizadas (sistema de Pirapama, Arena de Pernambuco e Porto de Suape), mas são investigadas por formação de cartéis e pagamentos de propina. No caso da Refinaria Abreu e Lima (Rnest), ainda inacabada, os custos ficaram quase oito vezes maior que o previsto inicialmente. Segundo um ex-executivo da Odebrecht, a OAS pagou uma propina de R$ 90 milhões para garantir dois contratos em duas obras da refinaria.

- Rio de Janeiro - Em dez das maiores obras feitas pela Odebrecht no estado, houve superfaturamento de R$ 3,1 bilhões, segundo colaboradores da empreiteira. Entre elas, estão a linha 4 do Metrô no Rio de Janeiro, a reforma do Maracanã, obras da usina nuclear Angra 3 e o PAC das Favelas. O rombo, no entanto, é maior. Fraudes em pelo menos outras 16 obras públicas no Rio de Janeiro foram citadas nas delações, mas não há detalhes suficientes sobre os valores.

No caso das obras de Angra 3, que começaram há 30 anos e já consumiram R$ 8,4 bilhões, são investigados crimes de corrupção, lavagem de dinheiro e evasão de divisas. Uma operação que é um desdobramento da Operação Lava Jato já resultou na prisão de um ex-presidente da Eletronuclear.
- Rio Grande do Sul - Um ex-executivo da Odebrecht citou o pagamento de R$ 119 mil em suborno a agentes públicos para obra da Terceira Perimetral, uma via com 12 km de extensão em Porto Alegre. O projeto custou R$ 22,6 milhões – R$ 334 mil a mais que o previsto inicialmente. A Companhia Brasileira de Projetos e Obras (CBPO), então subsidiária da Odebrecht, cuidou de um trecho de apenas 4 km.

Com base em documentos e depoimentos de delatores da Odebrecht, o procurador-geral da República, Rodrigo Janot, acusou o ministro da Casa Civil, Eliseu Padilha (PMDB-RS) de ter recebido 1,5 milhão de reais de propina das obras da linha 1 do metrô de Porto Alegre. Segundo os delatores, Padilha, identificado pelo apelido "Bicuíra", cobrou o dinheiro no começo de 2008 ou fim de 2009, rememorando favores prestados ainda em 2001, quando era ministro dos Transportes no governo do ex-presidente Fernando Henrique Cardoso. O inquérito é baseado nos depoimentos do executivo Valter Lana, e de seu chefe na Odebrecht, Benedicto Júnior.
- Rondônia - As usinas hidrelétricas do Rio Madeira aparecem em duas delações de executivos da Odebrecht. Segundo eles, na licitação da usina de Jirau houve irregularidades, como o favorecimento da empresa Tractebel-Suez. Na de Santo Antônio, houve formação de "caixa dois" e pagamento de vantagens ilícitas. As duas obras custaram mais que o previsto na contratação.

- São Paulo - Pelo menos 13 grandes obras públicas de São Paulo foram mencionadas nas delações. Entre elas, estão a Arena Corinthians, a Linha 2- Verde do Metrô e o Rodoanel. Segundo um diretor da Odebrecht, as construtoras combinavam o valor das obras de estradas. O ex-presidente da Odebrecht, Marcelo Odebrecht, também relatou conluio com políticos para que as obras fosse realizadas. No caso do Rodoanel, por exemplo, delatores citam o pagamento de propinas milionárias a José Serra (PSDB), Gilberto Kassab (PSD) e Aloysio Nunes (PSDB).

Em outra obra citada, na Rodovia Comandante João Ribeiro de Barros (SP-255), que liga Araraquara a Jaú, as melhorias custaram R$ 10 milhões a mais do que o previsto. Segundo os delatores, agentes públicos ligados ao Departamento de Estradas de Rodagem (DER-SP) teriam se beneficiado com propina da Odebrecht para a execução do serviço na rodovia.
Os delatores acusaram o ex-diretor da Dersa, estatal do governo de São Paulo responsável por obras viárias, e ligado a políticos do PSDB, Paulo Vieira Souza, de montar um cartel de empresas entre 2004 e 2008 para cobrar propina. Em troca de direcionar projetos para empreiteiras, ele pedia dinheiro para financiar campanhas do ministro Gilberto Kassab (PSD) e dos senadores José Serra (PSDB) e Aloysio Nunes (PSDB). Sete executivos da Odebrecht relataram irregularidades na conduta de Paulo. Um dos casos aconteceu em 2008, pouco antes das eleições municipais, quando o então governador Serra e o então prefeito de São Paulo Kassab assinaram um acordo para fazer, em conjunto, cinco obras viárias bilionárias. Em uma reunião em seu escritório, Paulo contou aos executivos da empreiteira que havia organizado um "acordo de mercado" para tocar essas intervenções. Ficou acertado também que a Odebrecht apresentaria propostas falsas nos outros lotes de obras para encobrir as fraudes, semelhante ao que acontece em outras licitações investigadas pela Operação Lava-Jato.

#### Obras de saneamento
A Odebrecht pagou pelo menos 24,5 milhões de reais por meio de propina e caixa 2 para políticos de doze estados do país com o propósito de conseguir contratos na área de saneamento básico. A empresa chegou a financiar campanhas de candidatos rivais e a distribuir pagamentos em cidades com menos de 20 mil habitantes na tentativa de fechar acordos para a Odebrecht Ambiental. A empresa foi vendida para um grupo canadense no fim do ano passado. Os estado citados foram: Alagoas, Bahia, Goiás, Pará, Paraíba, Rio de Janeiro, Rio Grande do Norte, Rio Grande do Sul, Santa Catarina, São Paulo, Sergipe e Tocantins.
- Alagoas - Outro senador acusado de receber R$ 800 mil via caixa dois é o ex-presidente Fernando Collor de Mello (PTN-AL). Segundo dois delatores, quando concorreu ao governo de Alagoas, em 2010, Collor solicitou vantagens indevidas após ouvir de executivos da Odebrecht Ambiental que a companhia tinha interesse em fazer parcerias público-privadas na área de água e esgoto.

- Pará - A empresa doou R$ 1,5 milhão em 2014 ao ministro Helder Barbalho (PMDB-PA), então candidato ao governo, o senador Paulo Rocha (PT-PA) e o ex-prefeito de Marabá, João Salame (PROS-PA). Os repasses funcionariam como contrapartida a interesses do grupo Odebrecht no estado, notadamente na área de saneamento básico, espaço em que almejava atuar como concessionária, segundo despacho do ministro Edson Fachin.

- Paraíba - Ainda de acordo com os delatores, o senador Cássio Cunha Lima (PSDB-PB) recebeu R$ 800 mil em 2014, na sua campanha ao governo da Paraíba, com a expectativa de receber futura contrapartida e de realizar obra de saneamento naquele estado. Em vídeo postado nas redes sociais, o tucano alegou que só recebeu doações legais da Braskem, braço petroquímico da Odebrecht.

- São Paulo - Em São Carlos, no interior de São Paulo, a empresa doou, em 2012, R$ 150 mil para Paulo Roberto Altomani (PSDB) e R$ 350 mil para Oswaldo Baptista Duarte Filho (PT), pois ambos os candidatos à prefeitura ofereceram como contrapartida ao pagamento a privatização dos serviços de água e esgoto do município. O candidato tucano foi eleito, mas a Odebrecht Ambiental não foi contratada.

A empresa adotou o mesmo expediente em Mauá, na Grande São Paulo, onde já é responsável pelo serviço de água e esgoto. Em 2012, a Odebrecht gastou R$ 1 milhão com Donisete Braga (PT) e Vanessa Damo (PMDB), que disputaram o segundo turno. Até a pequena Santa Gertrudes, que tem 27 mil habitantes entrou no esquema de distribuição de dinheiro não contabilizado da empresa, que repassou R$ 120 mil a Valtimir Ribeirão e R$ 10 mil a Gino da Farmácia.
- Tocantins - A Odebrecht Ambiental é responsável pelo saneamento em 49 cidades, o presidente da concessionária, Mário Amaro, delatou ter feito doações não-contabilizadas a nove políticos do estado em 2012 e 2014. O ex-presidente da Câmara dos Deputados, Eduardo Cunha (PMDB-RJ), é acusado de ter intermediado pagamentos em nome do interessa da companhia ao governador Marcelo Miranda (PMDB-TO) e do deputado estadual Junior Coimbra (PMDB-TO). Os pedidos de inquéritos de Tocantins não revelam valores distribuídos aos políticos dos estados. Cunha também é citado nos pedidos de inquérito como responsável, junto a outras autoridades locais, por “garantir o interesse do Grupo Odebrecht em contratos do setor de saneamento de municípios do Rio de Janeiro”.

#### Obras da Copa do Mundo de 2014
Os estádios utilizados na Copa do Mundo de 2014  têm aparecido recorrentemente em investigações como instrumentos de que os envolvidos nas obras teriam lançado mão para favorecimento próprio, seja sob a forma de sobrepreços, propinas ou caixa dois. Dos 12 estádios pelos quais desfilaram times do mundo todo entre junho e julho de 2014, dez já apareceram em investigações recentes de corrupção. As exceções são a Arena da Baixada, do Atlético-PR, e o Beira-Rio, do Internacional. A Operação Lava Jato encontrou evidências de corrupção em nove dos estádios. Em sua maioria, as suspeitas fundamentaram-se em delações premiadas e materiais entregues por ex-executivos de empreiteiras relacionadas às obras. Os valores das propinas e esquemas de superfaturamento variam de R$ 50 mil a quase R$ 1 bilhão, e explicitam a empolgação em trazer o megaevento para o Brasil. 
- Maracanã (RJ) - Valor inicial: R$ 600 mi; Valor final: R$ 1,2 bi; Valor de propina: no mínimo R$ 30 milhões. Em delações, ex-executivos da Andrade Gutierrez e da Odebrecht falaram em pagamento de propina de 5% do valor da reforma do estádio para o ex-governador do Rio Sérgio Cabral (PMDB). Membros do Tribunal de Contas do Estado também teriam recebido pagamentos ilegais para aprovar o edital de concessão do estádio.

- Itaquerão (SP) - Valor inicial: R$ 820 mi; Valor final: R$ 1,08 bi; Valor de caixa 2 e propina: R$ 3,05 milhões. Em planilhas, ex-executivos da Odebrecht registraram o pagamento de R$ 3 milhões por meio de caixa 2 para o deputado Andrés Sanchez (PT-SP). Também afirmaram em delação da Lava Jato que R$ 50 mil em propinas teriam sido pagos ao deputado Vicente Cândido (PT-SP) para obter apoio em financiamento do estádio.

- Arena da Amazônia (AM) - Valor inicial: R$ 515 mi; Valor final: R$ 660 mi; Valor de propina: no mínimo R$ 77,5 mi. Ex-executivos da Andrade Gutierrez dizem ter pago propinas para os ex-governadores do Amazonas Eduardo Braga (PMDB) e Osmar Aziz (PSD). Braga teria recebido 10% do valor investido, e Aziz teria recebido 5%.

- Arena da Dunas (RN) - Valor inicial: R$ 350 mi; Valor final: R$ 417 mi; Valor de propina: R$ 7,65 milhões. Investigações da Polícia Federal e do Ministério Público apontam que houve sobrepreço de R$ 77 milhões nas obras da arena potiguar. Segundo a acusação, o ex-ministro do Turismo e ex-presidente da Câmara Henrique Eduardo Alves (PMDB-RN) e o ex-deputado Eduardo Cunha (PMDB-RJ) teriam sido favorecidos com o pagamento de propina disfarçada em doações eleitorais oficiais, entre 2012 e 2014. Alves é suspeito de ter recebido R$ 7,15 milhões em propinas, diretamente ou por meio do diretório Estadual do PMDB do Rio Grande do Norte. Há indícios de ação constante de Alves para dificultar a apuração de irregularidades na obra.

- Arena de Pernambuco (PE) - Valor inicial: R$ 529,5 mi; Valor final: R$ 533 mi. Cartel teria acertado que a Odebrecht ficaria com a obra. A Operação Fair Play da PF também investiga possível superfaturamento. Em 2015, a vice-governadoria do Estado disse que o custo final teria sido de R$ 533 mi. A PF, no entanto, suspeita de superfaturamento de R$ 43 milhões em 2011 –que hoje passariam de R$ 80 mi. Com aditivos pedidos pela construtora, o valor final pode ter sido de R$ 796 milhões.

- Arena Fonte Nova (BA) - Valor inicial: R$ 591,7 mi; Valor final: R$ 689,4 mi. Relatório do TCE-BA (Tribunal de Contas do Estado da Bahia) apontou em 2015 a existência de sobrepreço na PPP (Parceria Público-Privada) para reconstrução do estádio. O pagamento de R$ 107 milhões anuais do governo da Bahia ao consórcio foi considerado excessivo. Além disso, ex-executivos da Andrade Gutierrez disseram que a obra ficou com o consórcio da Odebrecht com a OAS devido a combinação entre as empresas no "cartel da Copa".

- Arena Castelão (CE) - Valor inicial: R$ 623 mi; Valor final: R$ 518, 6 mi. Segundo o ex-diretor da Odebrecht Benedicto Barbosa da Silva Júnior, a empresa teria pré-acordo para que a empresa Carioca Engenharia ganhasse a licitação do estádio. Além disso, a Andrade Gutierrez informou ao Cade em acordo de leniência que houve formação de cartel nas obras do Castelão. Essas combinações ficaram conhecidas como "cartel da Copa", e teriam ajudado empreiteiras a conseguirem condições mais vantajosas nos projetos.

- Arena Pantanal (MT) - Valor inicial: R$ 454,2 mi; Valor final: R$ 646 mi; Valor de propina: R$ 5 milhões. O ex-secretário da Copa Eder Moraes disse ao Ministério Público do Mato Grosso que o ex-governador Silval Barbosa (PMDB) lhe ofereceu R$ 5 milhões para acelerar o processo de contratação da obra -dinheiro que ele diz não ter recebido. Barbosa está preso desde 2015 por investigações de desvios de verbas públicas.

- Mané Garrincha (DF) - Valor inicial: R$ 745 mi; Valor final: R$ 1,6 bilhão; Valor de propina: no mínimo R$ 32 milhões. Ex-executivos da Andrade Gutierrez afirmam ter pago 1% do valor da obra para os ex-governadores José Arruda (ex-DEM) e Agnelo Queiroz (PT). Eles e o ex-assessor do presidente Temer, Tadeu Fillipelli, foram presos na Operação Panathenaico, que investiga desvios de quase R$ 1 bi nas obras.

- Mineirão (MG) - Valor inicial: R$ 426 mi; Valor final: R$ 695 mi; Valor de propina: cerca de R$ 30 milhões. Em delação, Joesley Batista, proprietário da JBS, disse que teria sido orientado pelo governador Fernando Pimentel (PT) em 2014 a comprar 3% das ações do estádio da HAP Engenharia, que integrava o consórcio Minas Arena, que controla o estádio. Segundo Joesley, esse dinheiro seria repassado a Pimentel.

#### Obras das Olimpiadas Rio-2016
O ex-prefeito Eduardo Paes e o deputado federal Pedro Paulo (PMDB-RJ), ex-secretário de Paes, estão entre os alvos de investigações autorizados pelo ministro Luiz Edson Fachin. O inquérito vai investigar os crimes de corrupção passiva, corrupção ativa, lavagem de dinheiro e evasão de dívidas, com base nas delações premiadas de três executivos da construtora. Benedicto Barbosa, do Departamento de Propinas da Odebrecht, disse que o prefeito, apelidado de “Nervosinho” nas planilhas, recebeu mais de R$ 15 milhões ante seu interesse na facilitação de contratos relativos às Olimpíadas de 2016. Da transação, realizada em 2012, R$ 11 milhões foram repassados no Brasil e outros R$ 5 milhões, meio de contas no exterior.

### Outras informações da delação
Segundo os delatores, o ex-governador do Rio de Janeiro Sérgio Cabral, codinome "Proximus" foi o político que mais recebeu propina. Cabral teria recebido 62 milhões de reais da Odebrecht. Em segundo lugar Gilberto Kassab , codinome "Kibe", que teria recebido 21,3 milhões reais e em seguida Luiz Fernando Pezão teria recebido 20,3 milhões de reais, seguido de outros três políticos do Rio; o ex-prefeito da capital Eduardo Paes, codinome "Nervosinho", com 16,1 milhões de reais, o deputado federal Júlio Lopes, codinome "Bonitinho", com 15,6 milhões de reais, e o ex-governador Anthony Garotinho, codinome "Bolinha", com 13 milhões de reais. A planilha com os nomes, codinomes e valores foi entregue por Benedicto Júnior, ex-presidente da Odebrecht Intraestrutura.

#### Caixa 1
O ex-presidente da Odebrecht afirmou aos investigadores que houve pagamentos por meio de doação oficial que eram decorrente de propina. Ele conta que no cargo de comando da companhia cuidava apenas das campanhas presidenciais, mas acabava por acompanhar também as doações oficiais para que elas ficassem dentro de limite estabelecido e com repasses equilibrados entre as principais legendas. De acordo com ele, 3/4 do que era pago por caixa um ficava com PT, PSDB e PMDB. Para fazer a diferenciação entre quem ajudava mais a empresa usava-se o caixa dois. Marcelo relata que havia uma preocupação da empresa para que a contabilidade oficial não fosse contaminada pelas operações paralelas. Por isso, evitava-se fazer pagamentos diretos pela empresa. Outra forma de pagamento era por meio de acertos para que outras empresas fizessem doações. O caso mais conhecido é do grupo Petrópolis, dono da Cervejaria Itaipava. Marcelo estimou em “dezenas de milhões” os repasses feitos dessa forma e afirma desconhecer como era feita a compensação posteriormente. 

#### Caixa 2
Marcelo Odebrecht foi categórico ao afirmar que todos os políticos com quem se relaciona receberam recursos de forma irregular. Segundo Marcelo, em todo lugar que a empresa tinha presença forte, com certeza haveria caixa 2. Não teria como dar um montante diferenciado sem esse mecanismo. Afirmou que não conhecia nenhum político no Brasil que tenha conseguido fazer qualquer eleição sem caixa 2: era três quartos do total arrecadado, segundo própria estimativa. Afirmou também que o político poderia até não saber, mas acabava recebendo dinheiro do partido, que também era caixa 2. Era um circulo vicioso que se criou.
Lula e Dilma sabiam do caixa 2 - Marcelo Odebrecht disse que os ex-presidentes Dilma Rousseff e Luiz Inácio Lula da Silva sabiam da dimensão das doações via caixa 2 para suas campanhas. Marcelo contou que, em 2015, levou a Dilma a quantidade total dos depósitos feitos irregularmente pela Odebrecht, alertando que isso poderia contaminar a campanha da petista. Segundo ele, no que tangeu a questão de caixa 2, tanto Lula quanto Dilma tinham conhecimento do montante, não necessariamente do valor preciso, mas tinham conhecimento da dimensão de todo o apoio da empresa ao longo dos anos. Dilma sabia que grande parte do apoio estava direcionada para João Santana, publicitário da campanha da petista. Várias vezes, ao longo do tempo, ainda que não fosse ela que pedisse o pagamento a João Santana, o ex-ministro por Guido Mantega se responsabilizava na referida questão. Marcelo Odebrecht detalhou um encontro que teve com Dilma em 2015, no México, quando apresentou o valor total das doações irregulares.

#### Caixa 3
Documentos entregues à Polícia Federal pelos empresários Roberto Lopes e Walter Faria indicaram o repasse de cerca de R$ 110 milhões a políticos via "caixa 3" da construtora Odebrecht. Os empresário são os donos das empresas Praiamar e da Leyroz de Caixas, e da Cervejaria Petrópolis, respectivamente. As planilhas com os dados foram entregues em setembro. Enquanto o "caixa 2" consiste em o candidato receber uma doação e não declará-la à Justiça Eleitoral, o "caixa 3", pelo entedimento da PF, consistiu em candidatos pedirem doações de campanha à Odebrecht, e executivos da empresa procurarem outro grupo empresarial para fazer a doação. À Polícia Federal, foi dito que as companhias dele doaram para políticos nas eleições de 2010 e de 2012 a pedido de Walter Faria (Petrópolis), que, por sua vez, declarou à PF que as doações haviam sido pedidas pela Odebrecht. De acordo com os documentos entregues pelos empresários, 255 doações foram realizadas somente nas campanhas de 2010 e de 2012. A maioria das contribuições foi destinada a diretórios de partidos e a comitês de campanha e algumas foram encaminhadas diretamente aos candidatos. 

#### Crescimento da Odebrecht
Há uma relação direta entre o pagamento de propina e o crescimento das receitas do grupo Odebrecht a partir de 2006, quando a prática de propinas foi "profissionalizada" por Marcelo Odebrecht, ex-presidente do grupo, com a criação da área de operações estruturadas. Conforme aumenta a oferta de agrados a políticos e gestores de estatais, o faturamento avança. Com base no depoimento de Hilberto Mascarenhas, responsável por supervisionar o setor, houve um aumento de mais de 1.000% nos pagamentos, de US$ 60 milhões, em 2006, para um máximo de US$ 730 milhões 2013. A receita do grupo nesses oito anos cresceu quase 300% em dólares, de US$ 11,3 bilhões para U$ 44,4 bilhões em 2014. Em reais, a receita do grupo de R$ 24 bilhões, em 2006, para R$ 132,5 bilhões em 2015, último dado disponível. Por empresas, há crescimentos espetaculares em todos os setores nos quais a Odebrecht atua. Na tradicional área de construção, a Odebrecht Engenharia e Construção foi de R$ 7,4 bilhões para R$ 57,9 bilhões de 2006 a 2015, 680% de aumento. A área de construção é justamente a que mais se destaca no levantamento com propinas contabilizadas de R$ 626,1 milhões. A segunda maior beneficiária do pagamento de propinas no grupo é a Braskem. 

#### Continuidade após Lava Jato
Nos depoimentos de delação premiada, Emílio Odebrecht, afirmou que os pagamentos da empreiteira continuou até 2015, mesmo após a Operação Lava Jato ter sido deflagrada em março de 2014. Segundo Emílio, os pagamentos só foram encerrados, ao seu pedido, em 2015, após a prisão do filho Marcelo Odebrecht.

#### Apelidos políticos
O ex-executivo da Odebrecht Benedicto Júnior confirmou os apelidos dos políticos e valores que foram pagos a eles pela construtora entre 2008 e 2014. Segundo o delator, muitos receberam caixa 2 em campanhas eleitorais. Benedicto confirmou ainda que tinha autonomia de Marcelo Odebrecht, ex-presidente do grupo, para fazer os pagamentos, que, segundo ele, também eram feitos pelos executivos André Vital, Carlos Armando Paschoal, João Antônio Pacífico, Luís Bueno, Sérgio Neves e Valter Lana. Benedicto era o responsável por consolidar a lista e discuti-la com presidentes de outras empresas, para que não houvesse duplicidade nas doações. A lista completa pode ser consultadas veiculadas na imprensa, após a retirada do sigilo pelo Supremo Tribunal Federal.

#### Apadrinhamento empresarial
Os políticos que recebiam recursos da Odebrecht tinham padrinhos dentro da empresa. Marcelo Odebrecht contou que esse mecanismo foi a solução encontrada para evitar conflitos internos sobre atender ou não determinada solicitação, uma vez que o político podia ter atendido algum negócio da empresa e atrapalhado outro. O ex-presidente do grupo afirmou que as relações desses padrinhos eram baseadas em um tripé: institucional, relação pessoal e dinheiro. A definição dos padrinhos era feita pelo presidente do grupo, cargo que Marcelo ocupou de 2008 até junho de 2015, quando foi preso pela Lava-Jato. Ele explicou aos investigadores que essa sistemática foi criada porque às vezes as áreas de negócios tinham interesses diferentes em determinadas regiões e sobre os políticos e, por isso, era preciso ter um acerto antes da decisão do pagamento. Segundo ele, até 300 pessoas tinham condição de tratar de doações, por isso era preciso haver essa figura do padrinho. Marcelo também fez questão de pedir para complementar o depoimento para relatar que muitas vezes os executivos afirmavam possuir uma relação pessoal com os políticos para se valorizar dentro das empresas. 

#### Departamento de propinas
Marcelo Odebrecht afirmou que o setor de "Operações Estruturadas" do grupo, que se tornou conhecido como “Departamento de Propinas”, foi criado no início dos anos 90, quando a empresa se internacionalizou, para acabar com o descontrole na contabilidade da empresa. Segundo ele, toda a geração de recursos não contabilizados era feita por meio de offshores no exterior, mas havia "grande demanda" de distribuição no Brasil. O setor sempre ficou subordinado ao presidente da construtora, ou das construtoras do grupo, que chegaram a cinco. Ao chegar à presidência da holding, Marcelo decidiu manter como subordinado direto o responsável pelo setor, para evitar conflitos. Para ele, a criação do setor foi uma "evolução" do modelo de pagamentos.

#### Compra de medidas provisórias
Cinco parlamentares são investigados por suspeitas de receber dinheiro para converter medidas provisórias (MP) em leis. Os delatores da Odebrecht disseram que três senadores e dois deputados receberam juntos mais de 7 milhões de reais da Braskem. Os senadores Romero Jucá (PMDB-RR) e Renan Calheiros (PMDB-AL) teriam recebido 4 milhões de reais; o senador Eunício Oliveira (PMDB-CE), 2 milhões de reais; o deputado Lúcio Vieira Lima (PMDB-BA) teria recebido 1 milhão de reais e o deputado Rodrigo Maia (DEM-RJ), atual presidente da Câmara, 100 mil reais. Em troca, eles teriam trabalhado pela aprovação e transformação em leis das seguintes medidas: MP 470/09, que permitia às empresas exportadoras parcelarem seus débitos, em até 12 vezes, decorrentes do aproveitamento indevido de um benefício fiscal, o crédito-prêmio do IPI; MP 472/10, que criou um Regime Especial de Incentivos para o desenvolvimento de infraestrutura da indústria petrolífera nas regiões Norte, Nordeste e Centro-Oeste (Repenec), MP 613/13 que criou um crédito presumido da Contribuição para o PIS/PASEP e da Cofins na venda de álcool, inclusive para fins carburantes; altera leis de 2004 e de 2005 para tratar da incidência dessas contribuições na importação e na receita decorrente da venda no mercado interno de insumos da indústria química. O ministro Edson Fachin autorizou a abertura de inquéritos contra os cinco parlamentares. 

#### Interlocutores do PMDB no Congresso
Marcelo Odebrecht disse na delação que o ex-diretor de Relações Institucionais da Odebrecht Cláudio Melo Filho concentrava em apenas dois interlocutores no Congresso a negociação do pagamento de propina a toda a bancada do PMDB no Senado, Romero Jucá (RR); na Câmara, Eliseu Padilha, o atual ministro da Casa Civil. O dono da empreiteira também disse que o ex-deputado Eduardo Cunha também negociava em nome do PMDB, mas isso era feito com outros executivos da Odebrecht.

#### Nova sede do Instituto Lula
Marcelo Odebrecht confirmou que houve pedido de dinheiro para a compra de um terreno para uma nova sede do Instituto Lula. O pedido partia de Paulo Okamoto, presidente do instituto, ou do pecuarista José Carlos Bumlai. Segundo ele, foi comprado um imóvel, mas que acabou não sendo usado pelo instituto e o valor correspondente, de 12,4 milhões de reais, foi creditado novamente na conta de propina do próprio PT. Além disso, outra parte dos recursos foi doada por meio do Instituto Lula.

#### Mesada ao irmão de Lula
O delator Alexandrino Alencar detalhou como funcionava o pagamento de mesada a Frei Chico, irmão do ex-presidente Lula. Em depoimento ao Ministério Público Federal, ele contou que o sindicalista prestou consultoria para articulação da Odebrecht com o setor sindical antes da eleição do irmão. Depois da posse, ele passou a receber por mês "graciosamente" o que ganhava pelo antigo trabalho. Os pagamentos foram feitos ao longo dos 13 anos de governo do PT. Na planilha da empresa, Frei Chico tinha o codinome de "Metralha". Além de receber recursos, a sua filha foi contratada pela empresa. Alexandrino fazia pessoalmente os pagamentos mensais em encontros no restaurante "Galetos" do Shopping Eldorado, em São Paulo. Ficou acertado que ele receberia 3 mil reais por mês, mas como a entrega do dinheiro em espécie era feita trimestralmente, o executivo entregava pacotes de 9 mil reais. Segundo ele, Frei Chico pediu um reajuste e o valor subiu para 5 mil mensais reais.

### Precaução e obstrução de justiça

#### Segurança antigrampo
Nas reuniões em que se discutia repasse de dinheiro a quadros do partido, petistas no governo costumavam escrever o nome ou inicial do destinatário com o valor num papel em vez de pronunciá-los. Marcelo narrou a prática ao citar uma situação específica em que o então ministro da Fazenda, Guido Mantega, pediu dinheiro para João Vaccari, tesoureiro do PT à época. Para tanto, redigiu a letra V e disse: "Tá precisando". Ele explicou que havia um "medo" entre os governistas de serem grampeados. Havia também uma prestação de contas informal com Antonio Palocci e Guido Mantega, principais interlocutores dos ex-presidentes Lula e Dilma Rousseff, respectivamente, com Marcelo. Ele contou aos investigadores que, de vez em quando, mostrava aos dois o "saldo" da conta de onde eram retirados os recursos até para "estressar" caso houvesse pedidos exagerados de dinheiro. Também afirmou que com o avanço da Lava-Jato fez acender o sinal vermelho da empresa durante a campanha presidencial de 2014. Temendo chamar atenção dos investigadores, a Odebrecht arquitetou uma estratégia para conseguir fazer doações em valores acima do razoável por meio de laranjas. Uma das empresas usadas foi a cervejaria Itaipava.

#### Varredura contra grampos
Em um de seus depoimentos, o empreiteiro Marcelo Odebrecht detalhou a orientação para destruição de provas, o que se configuraria tentativa de obstrução da justiça. Marcelo contou aos investigadores que tentou interferir, mas foi alertado pelo departamento jurídico da empresa para não seguir adiante, e acabou por desistir. No entanto, Marcelo afirmou que passou a fazer varreduras em busca de grampos. Segundo ele, foi a única iniciativa tomada pela empresa. "Uma coisa que, isso sim, a gente se preocupou, foi em fazer constantes varreduras para ter certeza que a gente não estava sendo monitorado".

#### Consultoria Kroll
O ex-presidente da Câmara dos Deputados Eduardo Cunha deve ser investigado pela força-tarefa da Lava-Jato em Curitiba pela contratação da Kroll pela CPI da Petrobras. A empresa estadunidense de investigações foi contratada em 2015 para identificar e apurar movimentações financeiras no exterior de pessoas investigadas na Lava-Jato e foi contratada por mais de 1 milhão de reais, sem licitação, a pedido do presidente da CPI Hugo Motta (PMDB-PB). Em sua delação premiada, o empresário Marcelo Odebrecht afirmou que a tese de Cunha era que, se achasse contas no exterior dos dois primeiros delatores da Lava-Jato, Paulo Roberto Costa e Alberto Youssef, seria possível anular as investigações. Marcelo disse que foi numa reunião na casa de Cunha, em 11 de fevereiro de 2015, e que neste encontro foi sugerida a contratação da empresa.

#### Plano de fuga
O executivo Fernando Migliaccio, um dos responsáveis pelo Setor de Operações Estruturadas da empresa e que foi detido em Genebra em fevereiro de 2016, contou em seu depoimento de delação que, diante de um iminente confisco de informações e de uma eventual prisão, o ex-presidente da empreiteira Marcelo Odebrecht montou em 2014 um plano de fuga para os funcionários do Setor de Operações Estruturadas da empresa, o departamento de propinas, com a incumbência de esvaziar contas no exterior. A operação conseguiu resgatar pelo menos 25 milhões de dólares antes que executivos começassem a ser presos e contas, congeladas. Isso é o que relata em sua delação premiada. Para a força-tarefa da Lava Jato, sua prisão foi considerada como um ponto fundamental do processo de investigação. Segundo o delator, Marcelo Odebrecht "orientou que escolhessem o local para onde se mudariam, mas que fosse imediato". Após isto, Migliaccio foi para República Dominicana e sua família ficaria em Miami, relatou. Alguns meses depois, ele se mudou aos Estados Unidos, onde ficou até janeiro de 2016.